# Dremomys gularis
Dremomys gularis (лат.) — вид беличьих из рода краснощёких белок. Обитает на юго-востоке континентальной Азии, в районе реки Хонгха на севере Вьетнама и на юге центральной Юньнани (Китай). Симпатричен краснощёкой белке (Dremomys rufigenis), но живёт на бо́льших высотах (около 2500—3000 м). В обзоре Красной книги МСОП 2008 года вид имеет охранный статус «Вызывающие наименьшие опасения», но из-за недостатка информации в 2019 году он получил статус «Недостаточно данных».
В англоязычных источниках вид упоминается под обиходным названием Red-throated Squirrel, что означает «красногорлая белка».

## Описание
Горло, подбородок и шея имеют охристо-рыжевато-коричневый цвет, который контрастирует с тёмно-сине-серой шерстью ближе к низу. Нижняя часть хвоста насыщенно красная. В отличие от красноспинной белки (Dremomys pyrrhomerus), с которой ранее вид считался синонимичным, у D. gularis нет оранжево-красных пятен на лбу.
В справочнике Squirrels of the World (2012) приводятся следующие измерения (пол не указан): длина головы и тела — 216,0 мм (n = 10)), длина хвоста — 168,0 мм (n = 10).